# Советский (Кочковский район)
Советский — посёлок в Кочковском районе Новосибирской области России. Входит в состав Новорешетовского сельсовета. 

## География
Площадь посёлка — 57 гектаров.

## Население
| 2002 | 2007 | 2010 |
| ---- | ---- | ---- |
| 138  | ↗158 | ↘116 |

## Инфраструктура
В посёлке по данным на 2007 год функционируют 1 учреждение здравоохранения и 1 учреждение образования.